# Bymainiella
Bymainiella es un género de arañas migalomorfas de la familia Hexathelidae. Se encuentra en Australia en Queensland y Nueva Gales del Sur

## Lista de especies
Según The World Spider Catalog 11.5:
- Bymainiella lugubris (Raven, 1978)
- Bymainiella monteithi (Raven, 1978)
- Bymainiella polesoni (Raven, 1978)
- Bymainiella terraereginae (Raven, 1976)